# Вільям Френсіс Ґанонґ (старший)
Вільям Френсіс Ґанонґ, MA, Ph.D., L.L.D, FRSC, (19 лютого 1864 — 7 вересня 1941) — канадський біолог, ботанік, історик і картограф. Його ботанічна кар'єра проходила переважно у статусі професора Сміт-коледжу в Нортгемптоні, штат Массачусетс. У своєму приватному житті він зробив внесок до історичних та географічних особливостей свого рідного Нью-Брансвіку.

## Молодість і освіта

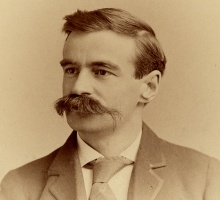
Ґанонґ у 1895 році

Ґанонґ народився 19 лютого 1864 року в Карлтоні (нині Вест-Сент-Джон), Нью-Брансвік як старший із семи братів і сестер. Він є братом Сьюзі, Артура, Едвіна та Кіта Ґанонґ-Відденів. Обоє його батьків були лоялістами Об'єднаної імперії. Коли йому було дев'ять років, його сім'я переїхала на Сент-Стівен, де його батько, Джеймс Гарві Ґанонґ, і дядько Ґілберт Ґанонґ заснували фабрику цукерок Ganong Brothers. Очікувалося, що юний Вільям займеться сімейним бізнесом, коли досягне повноліття, але рано він виявив інтерес до світу природи. Ці інтереси поширювалися на ботаніку, читання, карти та дослідження сільської місцевості. Він також виявив талант до мов. Упродовж свого життя він мав принаймні практичні знання французької, німецької, малисітської та мікмакської мов. Він був раннім натуралістом і до сімнадцяти років мав знання з перших рук про численні річки та прибережні райони Нью-Брансвіка, а також про флору та фауну провінції. Його дослідження тривали протягом усього його життя як самостійно, так і з одним чи кількома напарниками, включаючи Артура Г. Пірса, Маурана І. Фербіша та Джорджа Афама Гея. Він здобув освіту в державній школі в Сент-Стефені, відвідуючи останній рік середньої школи в Сент-Джоні.

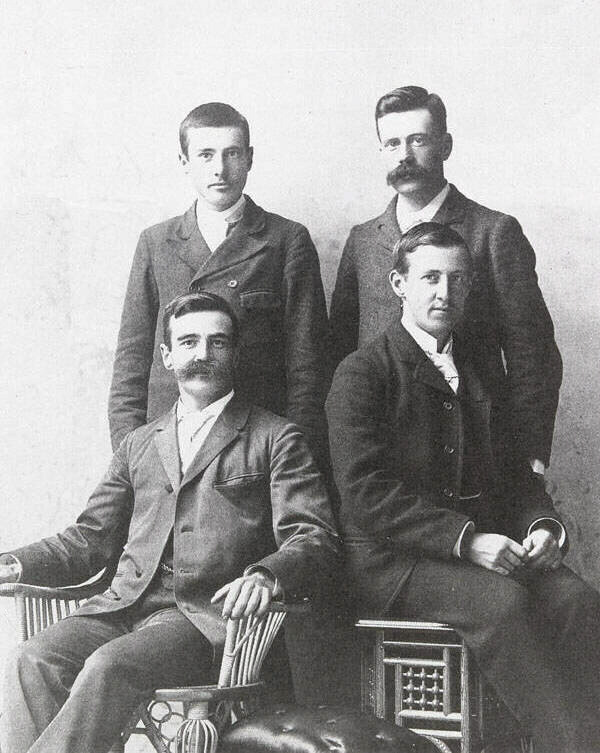
Сини Джеймса Г. Ґанонґа, 1895; Волтер і Едвін (стоять), Вільям і Артур (сидять)

Ґанонґ відвідував Університет Нью-Брансвіка, де здобув ступінь бакалавра мистецтв у 1884 році та ступінь магістра у 1886 році  Наступного року він поїхав до Бостона, де в 1887 році здобув ступінь бакалавра Гарвардського університету. У 1894 році він здобув ступінь доктора біології в Мюнхенському університеті та опублікував дві статті німецькою мовою. Ймовірно, саме в Гарварді він познайомився з Джін Мюррей Карман, сестрою свого друга та однокурсника по Гарварда, поетеси з Нью-Брансвіку Блісс Карман. Вони одружилися в 1888 році. Шлюб тривав тридцять два роки до її смерті в 1920 році. У них не було дітей.

## Кар'єра в ботаніці
Після закінчення Гарварду Ґанонґ був призначений там асистентом викладача ботаніки. Він залишився в Гарварді кілька років до травня 1894 року, коли погодився на посаду професора ботаніки в Коледжі Сміта. Цю посаду він обіймав протягом 36 років. Він також був директором Ботанічного саду в Сміті. Ґанонґ відповідав за розвиток Саду, закладеного Фредеріком Ло Олмстедом у 1893 році. Ґанонг розширив і переглянув специфікації посадок Олмстеда, щоб перетворити весь кампус на дендрарій, і вони переробили грядки з травами як «систематичний сад» за системою класифікації Енґлера-Прантля. Таким чином зовнішнє середовище в Сміті стало (і залишається) місцем навчання для студентів ботаніки та садівництва.
Написавши кілька книг, зокрема «The Teaching Botanist», «A Laboratory Manual for Plant Physiology», «The Living Plant » і «A Textbook of Botany for Colleges», Ґанонґ зміг завоювати й підтримувати міжнародну репутацію в галузі ботаніки. Під його адміністрацією кафедра ботаніки Сміта досягла піку кількості студентів, чисельності персоналу та кількості курсів. Він переконався, що асортимент і якість обладнання, доступного студентам, були високими, а кафедра змогла досягти позитивної академічної репутації. Зарахування до вступного факультативного класу досягло максимуму (182 абітурієнтів) у 1926 році. Ґанонґ пішов на пенсію з Коледжу Сміта в 1932 році.
У 1907 році він був обраний президентом Ботанічного товариства Америки.

## Історик і картограф
Під час своєї викладацької діяльності Ґанонґ займався історичною роботою. Влітку він повертався до Нью-Брансвіка, щоб вивчати та документувати історичну географію провінції. Серед його досліджень був острів Сент-Круа, місце першого поселення Шамплена в Північній Америці в 1604 році.
Він набув практичних знань мов малісітів і мікмаків, і з таким розумінням і консультаціями з лінгвістами та істориками місцевості він взявся за дослідження аборигенних топонімів у Приморських провінціях, опублікувавши серію з шести статей у Transactions of the Royal Society of Canada між 1911 і 1928 роками. У 1889 році він представив статтю про картографію затоки Святого Лаврентія з 1530-х до 1604 року. Пізніше, у 1930-х роках, він опублікував ще дев’ять статей у Transactions про те, що він назвав ключовими картами в ранній картографії та тономенклатурі регіону. Ці статті були зібрані разом і опубліковані у формі книги видавництвом University of Toronto Press у 1964 році. Його робота з номенклатури місць все ще широко згадується. У своїх дослідженнях він також мав нагоду назвати кілька географічних об’єктів у переважно недосліджених центральних і північних частинах Нью-Брансвіка, включаючи гору Карлтон, найвищу вершину в провінції, яку він назвав на честь першого лейтенант-губернатора Нью-Брансвіка, Томаса Карлтона. Ще одна гора на північ від гори Карлтон була названа на честь Ґанонґа в 1901 році його другом і натуралістом Маураном Фербішем.
Як науковець Ґанонґ привніс особливу якість у вивчення історії Нью-Брансвіка, яка робила акцент на дослідженнях на основі карт і на визначенні точного розташування ключових історичних місць. Він дійсно ходив у ті місця, про які писав. Як перекладач і редактор акадських оповідань 17-го століття Ніколя Дені та отця Кретьєна Ле Клерка він став видатним дослідником акадського періоду. Він часто публікував статті про Самуеля де Шамплена для публікацій Історичного товариства Нью-Брансвіка, журналу Нью-Брансвіку та Acadiensis. На додаток до дослідження на основі документів і перекладу, Ґанонґ підготував карти, зробив фотографії та зробив слайд-презентації. Він часто співпрацював з іншими дослідниками. Одним із частих співавторів був Джон Кларенс Вебстер, для якого він підготував численні карти та інші внески. Він також дуже цікавився міжнародним кордоном між Нью-Брансвіком і Меном. Через цей інтерес і досвід його попросили взяти участь у транскордонних святкуваннях трьохсотріччя на річці Сент-Круа в 1904 році. У 1918 році Ґанонґ завершив переклад третього тому «Подорожі Шамплена», частини великої публікації творів Шамплена Товариством імені Шамплена. Він також був першим, хто дав наукове пояснення кораблю-привиду Нортумберлендської протоки, який часто бачать, припускаючи, що це була електрична ілюзія.
Зусилля Вільяма Ф. Ґанонґа також створили суттєву основу для створення музею та архіву в Нью-Брансвіку.
Другий шлюб Ґанонґа був з Анною Гоббет з Айови. У подружжя було двоє дітей: Вільям Френсіс Ґанонґ молодший, відомий фізіолог, і Енн Ґанонґ Зайдлер, професор теорії мовлення (тепер на пенсії) і дитяча письменниця. Ґанонґ помер у своєму літньому будинку поблизу Сент-Джона в 1941 році. Йому було 77.

## Почесті
- Доктор філософії, Університет Нью-Брансвіка, 1898
- LLD, Університет Нью-Брансвіка, 1920
- Член Королівського товариства Канади
- На його честь названо Вільям-Ґанонґ-Голл, Наукову будівлю на кампусі Університету Сент-Джон Нью-Брансвіка.
- У 1901 році на його честь була названа гора Ґанонґ на півночі Нью-Брансвіка.

## Публікації

### Ботаніка
- Ботанік-педагог (Макміллан, 1899)
- Лабораторний посібник з фізіології рослин (1901)
- Жива рослина (1913) [12]
- Підручник ботаніки для вузів (1917 р. і пізніші видання) [13]

### Історія та географія (неповний список)
- - A Genealogy of the New Brunswick Branch of the Descendants of Thomas Ganong (1893)
  - "A Monograph on the Place - Nomenclature of the Province of New Brunswick", in Transactions of the Royal Society of Canada (1896)
  - "A Monograph of Historic Sites in the Province of New Brunswick", in Transactions of the Royal Society of Canada, Section II (1899)
  - "Additions and Corrections to Monographs on the Place - Nomenclature, Cartography, Historic Sites, Boundaries and Settlement - origins of the Province of New Brunswick", Transactions of the Royal Society of Canada (1906).
  - "The Identity of Plants and Animals mentioned by the Early Voyages to Eastern Canada and Newfoundland" in Transactions of the Royal Society of Canada (1909)
  - The Description and Natural History of the Coast of North America(Acadia) by Nicolas Denys Translator (Toronto, 1908)
  - le Clercq: New Relation of Gaspesia Editor (Toronto, 1910)
  - An Organization of the Scientific Investigation of the Indian Place-Nomenclature of the Maritime Provinces of Canada, (3 volumes 1911-13)
  - "Ste. Croix (Dochet) Island A Monograph", from Transactions of the Royal Society of Canada, Second series - 1902-1903, Volume VIII, Section II. Edited by Susan Brittain Ganong, B.Sc., LL.D., Monographic Series No. 3, The New Brunswick Museum, Saint John, N.B. (1945).
  - The History of Miscou and Shippegan (1946)
  - Champlain's Island: An Expanded Edition of Ste. Croix (Dochet) Island (1945, Reprinted 2004) ISBN 0-919326-57-9
  - The History of Caraquet and Pokemouche, Revised and Enlarged from the Author's Manuscript Notes, edited by Susan Brittain Ganong. (Historical Studies No.6. New Brunswick Museum (1948)
  - The history of Miscou, Tracadie, Pokemouche, Caraquet, Tabusintac, [Shippegan], Neguac and Burnt Church: Settlements in the Province of New Brunswick
  - Catalogue of the Maps in the Collection of the Geographic Board, (Ottawa: January, 1949)
  - Crucial Maps in the Early Cartography and Place-nomenclature of the Atlantic Coast of Canada (Royal Society of Canada and the University of Toronto Press, 1964).
  - A Monograph of the Evolution of the Boundaries of the Province of New Brunswick